# Fraticelli
Con il termine fraticelli (o Fratelli della vita povera) ci si riferisce ai frati francescani che nel XIV secolo si ribellarono all'autorità dei loro superiori e della gerarchia ecclesiastica, a partire dalla promulgazione della lettera bollata Sancta Romana del 30 dicembre 1317 che stabiliva pesanti censure contro chi sosteneva la necessità dell'assoluta povertà nell'Ordine francescano.
La corrente dei Fraticelli era in continuità con quella degli Spirituali; i Fraticelli, tuttavia, si distinsero dagli Spirituali "della prima ora", quelli vissuti tra il 1280 circa e il 1317, perché questi erano comunque rimasti all'interno del loro ordine, mentre i Fraticelli se ne separarono, e in seguito alle scomuniche loro comminate vennero posti anche al di fuori della Chiesa stessa. La cesura cronologica tra i due movimenti viene posta nel 1318, quando a Marsiglia i primi Spirituali vennero condannati al rogo.
Il termine fu usato anche dal papa Giovanni XXII, che nella bolla Sancta Romana definiva i dissidenti francescani "fraticelli", "bizocchi" o "fratres de paupere vita".
Nei territori centrali della penisola italiana, i fraticelli ebbero come capisaldi le località di Cupramontana e di Maiolati Spontini nell'Anconetano, e di Fossombrone nel Pesarese.  A Cupramontana i Fraticelli erano soprannominati "barlozzàri" perché abitavano in comunità all'interno di un'antica e ampia cisterna chiamata localmente "Barlozzo".
Anche l'osservante Giacomo della Marca fu inviato a predicare contro di loro, ma fallì nell'intento. Fu quindi organizzata una sorta di crociata militare per estirparli dal territorio, spedizione che culminò nella condanna a morte sul rogo di due fraticelli: l'esecuzione avvenne a Fabriano nei primi anni del XV secolo.

## I Fraticellide opinione
Il termine moderno "Fraticelli de opinione" indica, nell'ambito dei dissidenti francescani, coloro che appartenevano alla cerchia di Michele da Cesena, il quale aveva trovato rifugio a Monaco presso l'imperatore Ludovico il Bavaro dopo la sua fuga da Avignone nel 1328. Per questo motivo essi sono noti anche come Michelisti.
Essi vennero detti "Fraticelli de opinione" perché - come per altro aveva fatto tutto l'Ordine francescano prima di scontrarsi con papa Giovanni XXII - difendevano la tesi (opinio) della assoluta povertà di Gesù Cristo e degli apostoli, contro le bolle dottrinali di Giovanni XXII, da loro accusato di essere eretico.
Alcuni di questi seguaci di Michele da Cesena erano sparsi anche in Italia centrale.